# Bolończyk
Bolończyk – rasa psa, należąca do IX grupy (psy ozdobne i do towarzystwa), zaklasyfikowana do sekcji 1 (biszony i rasy pokrewne). Typ lisowaty. Nie podlega próbom pracy.

## Rys historyczny
Korzenie tej rasy sięgają Dalmacji; jest spokrewniona z maltańczykiem. Niektórzy kynolodzy uważają, że rasa psów wywodzi się z Rosji, gdzie została bardzo rozpowszechniona już wiele lat temu.

## Wygląd ogólny
Bolończyk jest psem małym o prostym grzbiecie. W stosunku do ogólnego zarysu sylwetki posiada dość rozbudowaną klatkę piersiową. Nos i oczy są czarnej barwy.

## Szata i umaszczenie
Włos jest dość sztywny, miękki w dotyku i długi podobnie jak u biszona kędzierzawego (Bichon frise). Bolończyk występuje tylko w kolorze białym. W okresie szczenięctwa dopuszczalne jest kremowe zabarwienie uszu, schodzą one zazwyczaj do roku życia. Odmiany barwne nazwane zostały bolonką cwietną/kolorową. Są rasą odrębną, nie uznaną przez FCI.

## Zachowanie i charakter
Łagodny, wesoły, skory do zabawy pies lubiący dzieci, inteligentny oraz ruchliwy. Bolończyk to pies mądry i posłuszny, przywiązuje się do właściciela i miejsca zamieszkania. Ma wielką potrzebę bliskości z człowiekiem, chętnie mu towarzyszy i się bawi. Sprawdzi się w rodzinie, ale należy pamiętać o wychowaniu go. Psy te nie lubią samotności i nie powinny przez dłuższy czas przebywać same. Nie potrzebują zbyt dużo ruchu, wystarczą krótkie spacery. Zazwyczaj mają dobre nastawienie do innych.

## Użytkowość
Pies rodzinny, do towarzystwa. Przywiązuje się do miejsca, w którym żyje. Lubi pielęgnację. W okresie renesansu był nadal lubiany jako pies ozdobny na wszystkich dworach Europy.